# Élections législatives de 1967 dans l'Eure
Les élections législatives françaises de 1967 se déroulent les 5 et 12 mars 1967.  Dans le département de l'Eure, quatre députés sont à élire dans le cadre de quatre circonscriptions.

## Élus
| Circonscription | Député sortant  | Parti | Parti   | Député élu ou réélu | Parti | Parti |
| --------------- | --------------- | ----- | ------- | ------------------- | ----- | ----- |
| 1re             | Jean de Broglie |       | RI      | Jean de Broglie     |       | RI    |
| 2e              | Jean Lainé      |       | RI      | Jean Lainé          |       | RI    |
| 3e              | Rémy Montagne   |       | CD      | Rémy Montagne       |       | CD    |
| 4e              | René Tomasini   |       | UNR-UDT | René Tomasini       |       | UD-Ve |

## Résultats

### Résultats à l'échelle du département
| Parti                                                 | Parti                                                 | Parti                                          | Premier tour | Premier tour | Second tour | Second tour | Sièges |
| Parti                                                 | Parti                                                 | Parti                                          | Voix         | %            | Voix        | %           | Sièges |
| ----------------------------------------------------- | ----------------------------------------------------- | ---------------------------------------------- | ------------ | ------------ | ----------- | ----------- | ------ |
|                                                       |                                                       | Républicains indépendants                      | 41 685       | 23,71        | 47 183      | 37,75       | 2      |
|                                                       | Union des démocrates pour la Ve République            | 35 015                                         | 19,92        | Retrait      | Retrait     | 1           |        |
|                                                       | Divers droite (gaulliste)                             | 5 932                                          | 3,37         | Retrait      | Retrait     | 0           |        |
| Total Union des républicains de progrès               | Total Union des républicains de progrès               | 82 632                                         | 47,00        | 47 183       | 37,75       | 3           |        |
|                                                       | Parti communiste français                             | Parti communiste français                      | 31 089       | 17,68        | 16 629      | 13,30       | 0      |
|                                                       |                                                       | Section française de l'Internationale ouvrière | 17 250       | 9,81         | 37 869      | 30,30       | 0      |
|                                                       | Parti radical                                         | 8 316                                          | 4,73         |              |             | 0           |        |
| Total Fédération de la gauche démocrate et socialiste | Total Fédération de la gauche démocrate et socialiste | 25 566                                         | 14,54        | 37 869       | 30,30       | 0           |        |
|                                                       |                                                       | Centre démocrate                               | 19 236       | 10,94        | 23 312      | 18,65       | 1      |
| Total Progrès et démocratie moderne                   | Total Progrès et démocratie moderne                   | 19 236                                         | 10,94        | 23 312       | 18,65       | 1           |        |
|                                                       | Parti socialiste unifié                               | Parti socialiste unifié                        | 10 600       | 6,03         | Retrait     | Retrait     | 0      |
|                                                       | Modérés                                               | Modérés                                        | 6 674        | 3,80         |             |             | 0      |
|                                                       |                                                       |                                                |              |              |             |             |        |
| Inscrits                                              | Inscrits                                              | Inscrits                                       | 213 496      | 100,00       | 162 454     | 100,00      | 4      |
| Abstentions                                           | Abstentions                                           | Abstentions                                    | 33 305       | 15,6         | 32 668      | 20,11       |        |
| Votants                                               | Votants                                               | Votants                                        | 180 191      | 84,4         | 129 786     | 79,89       |        |
| Blancs et nuls                                        | Blancs et nuls                                        | Blancs et nuls                                 | 4 394        | 2,44         | 4 793       | 3,69        |        |
| Exprimés                                              | Exprimés                                              | Exprimés                                       | 175 797      | 97,56        | 124 993     | 96,31       |        |

### Résultats par circonscription

#### Première circonscription (Évreux)
| Candidat       | Candidat                      | Parti          | Premier tour | Premier tour | Second tour | Second tour |  |
| Candidat       | Candidat                      | Parti          | Voix         | %            | Voix        | %           |  |
| -------------- | ----------------------------- | -------------- | ------------ | ------------ | ----------- | ----------- |  |
|                | Jean de Broglie sortant réélu | RI             | 25 436       | 49,14        | 27 529      | 55,09       |  |
|                | Georges Schiffmacher          | SFIO (FGDS)    | 9 977        | 19,27        | 22 446      | 44,91       |  |
|                | Rolland Plaisance             | PCF            | 8 048        | 15,55        | Retrait     | Retrait     |  |
|                | Michel Vincentelli            | Modérés        | 4 812        | 9,3          |             |             |  |
|                | Harris Puisais                | PSU            | 3 489        | 6,74         |             |             |  |
|                |                               |                |              |              |             |             |  |
| Inscrits       | Inscrits                      | Inscrits       | 62 758       | 100,00       | 62 761      | 100,00      |  |
| Abstentions    | Abstentions                   | Abstentions    | 9 873        | 15,73        | 11 429      | 18,21       |  |
| Votants        | Votants                       | Votants        | 52 885       | 84,27        | 51 332      | 81,79       |  |
| Blancs et nuls | Blancs et nuls                | Blancs et nuls | 1 123        | 2,12         | 1 357       | 2,64        |  |
| Exprimés       | Exprimés                      | Exprimés       | 51 762       | 97,88        | 49 975      | 97,36       |  |

#### Deuxième circonscription (Bernay)
| Candidat       | Candidat                 | Parti                     | Premier tour | Premier tour | Second tour | Second tour |  |
| Candidat       | Candidat                 | Parti                     | Voix         | %            | Voix        | %           |  |
| -------------- | ------------------------ | ------------------------- | ------------ | ------------ | ----------- | ----------- |  |
|                | Jean Lainé sortant réélu | RI                        | 16 249       | 44,1         | 19 654      | 56,03       |  |
|                | Georges Beuvain          | SFIO (FGDS)               | 7 273        | 19,74        | 15 423      | 43,97       |  |
|                | Pierre Desprez           | Divers droite (Gaulliste) | 5 932        | 16,1         | Retrait     | Retrait     |  |
|                | André Leconnétable       | PCF                       | 5 533        | 15,02        | Retrait     | Retrait     |  |
|                | André Demarquay          | Modérés                   | 1 862        | 5,05         |             |             |  |
|                |                          |                           |              |              |             |             |  |
| Inscrits       | Inscrits                 | Inscrits                  | 47 930       | 100,00       | 47 924      | 100,00      |  |
| Abstentions    | Abstentions              | Abstentions               | 9 776        | 20,4         | 11 593      | 24,19       |  |
| Votants        | Votants                  | Votants                   | 38 154       | 79,6         | 36 331      | 75,81       |  |
| Blancs et nuls | Blancs et nuls           | Blancs et nuls            | 1 305        | 3,42         | 1 254       | 3,45        |  |
| Exprimés       | Exprimés                 | Exprimés                  | 36 849       | 96,58        | 35 077      | 96,55       |  |

#### Troisième circonscription (Louviers)
| Candidat       | Candidat                    | Parti          | Premier tour | Premier tour | Second tour | Second tour |  |
| Candidat       | Candidat                    | Parti          | Voix         | %            | Voix        | %           |  |
| -------------- | --------------------------- | -------------- | ------------ | ------------ | ----------- | ----------- |  |
|                | Rémy Montagne sortant réélu | CD (PDM)       | 14 605       | 34,42        | 23 312      | 58,37       |  |
|                | Jacques Bloch-Morhange      | UD-Ve          | 10 770       | 25,38        | Retrait     | Retrait     |  |
|                | Jean Champion               | PCF            | 9 945        | 23,44        | 16 629      | 41,63       |  |
|                | Jean Binot                  | PSU            | 7 111        | 16,76        | Retrait     | Retrait     |  |
|                |                             |                |              |              |             |             |  |
| Inscrits       | Inscrits                    | Inscrits       | 51 777       | 100,00       | 51 769      | 100,00      |  |
| Abstentions    | Abstentions                 | Abstentions    | 8 334        | 16,1         | 9 646       | 18,63       |  |
| Votants        | Votants                     | Votants        | 43 443       | 83,9         | 42 123      | 81,37       |  |
| Blancs et nuls | Blancs et nuls              | Blancs et nuls | 1 012        | 2,33         | 2 182       | 5,18        |  |
| Exprimés       | Exprimés                    | Exprimés       | 42 431       | 97,67        | 39 941      | 94,82       |  |

#### Quatrième circonscription (Les Andelys)
|                | René Tomasini sortant réélu | UD-Ve          | 24 245 | 54,17  |  |  |  |
|                | Monique Luchaire            | Radical (FGDS) | 8 316  | 18,58  |  |  |  |
|                | Marcel Larmanou             | PCF            | 7 563  | 16,9   |  |  |  |
|                | Michel Troyon               | CD (PDM)       | 4 631  | 10,35  |  |  |  |
|                |                             |                |        |        |  |  |  |
| Inscrits       | Inscrits                    | Inscrits       | 51 031 | 100,00 |  |  |  |
| Abstentions    | Abstentions                 | Abstentions    | 5 322  | 10,43  |  |  |  |
| Votants        | Votants                     | Votants        | 45 709 | 89,57  |  |  |  |
| Blancs et nuls | Blancs et nuls              | Blancs et nuls | 954    | 2,09   |  |  |  |
| Exprimés       | Exprimés                    | Exprimés       | 44 755 | 97,91  |  |  |  |